# Heikki Kähkönen
Heikki Kähkönen (n. 26 decembrie 1891, Rääkkylä, Marele Principat al Finlandei, Imperiul Rus – d. 30 iunie 1962, Imatra, Kymen lääni⁠(d), Finlanda) a fost un luptător ce a reprezentat Finlanda, medaliat olimpic. A participat la o ediție a Jocurilor Olimpice (1920) în care a câștigat o medalie de argint.

## Participări
Lista de mai jos prezintă principalele competiții la care a participat Heikki Kähkönen de-a lungul carierei.
- wrestling at the 1920 Summer Olympics – men's Greco-Roman featherweight[*]